# Abschleppseil
Ein Abschleppseil (oder als Gurt auch Abschleppgurt) ist eine Einrichtung zum Verbinden zweier Fahrzeuge zum Abschleppen. Nach der deutschen Straßenverkehrs-Zulassungs-Ordnung (StVZO) ist die Länge des Abschleppseils nicht begrenzt, aber der lichte Abstand zwischen schleppendem und geschlepptem Fahrzeug darf nicht mehr als fünf Meter – früher 4,75 m – betragen (siehe § 43 Abs. 3 StVZO). Ein Abschleppseil muss deutlich gekennzeichnet sein, beispielsweise durch ein rotes Tuch.

## Ausführung und Verwendung

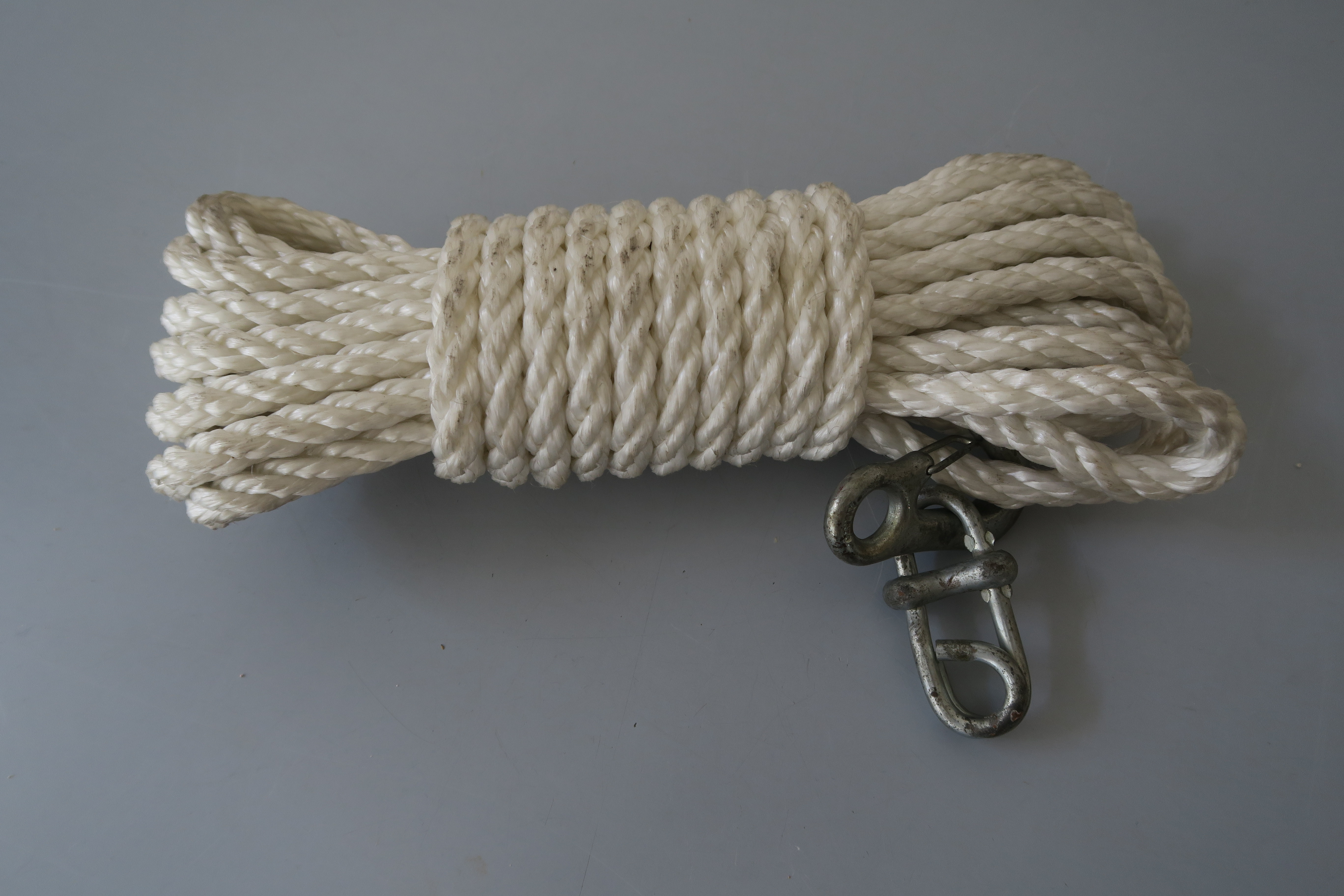
Abschleppseil

Abschleppseile sind für die verschiedensten Gewichtsklassen zu haben, übliche Werte liegen zwischen 1900 kg bis 6000 kg. Seile zum Abschleppen sind in der Regel geflochtene Kunststoffseile (z. B. aus elastischen Perlon-Fasern, die ein ruckfreies Abschleppen – s. u. – ermöglichen) mit beidseitig angebrachten Karabinerhaken oder Schäkeln, gelegentlich auch mit einer einseitig ausgebildeten größeren Schlaufe. Auch Seile aus Sisal kommen vor. Sie werden fahrzeugseitig in die vorhandene Abschleppöse eingehängt bzw. mittels einer Schlaufe befestigt.
Im Normalfall ist die Abschleppöse an den Fahrzeugen vorne rechts und hinten links, so dass ein seitlich versetztes Fahren zur besseren Sicht des hinteren Fahrers bei gerade verlaufendem Abschleppseil möglich ist. Bei nicht seitlich versetztem Fahren bildet das Abschleppseil einen Winkel zur Fahrtrichtung. Dadurch wird auf die Reifen eine Querkraft ausgeübt: der Anfahrruck wird verkleinert. Sind beide Ösen auf der gleichen Seite, lässt sich der Winkel des Seils und der damit verbundene Federungseffekt durch versetztes Fahren erreichen.
Ein Abschleppseil darf nur verwendet werden, wenn bei dem geschleppten Fahrzeug die Bremsen funktionieren. Bei Nutzung eines Abschleppseils auf öffentlichen Straßen ist in Deutschland das Einschalten der Warnblinkanlage an beiden Fahrzeugen vorgeschrieben, siehe dazu auch den Hauptartikel Abschleppen.

### Ruckdämpfung
Um beim Anfahren oder Beschleunigen bei durchhängendem Seil einen zu starken Ruck zu vermeiden, gibt es Abschleppseile, bei denen ein eingearbeitetes Gummielement oder eine Schraubenfeder als Ruckdämpfer dienen. Es existieren auch Abschleppseile, die als Flachgurte in einem Rollengehäuse beiderseits federnd aufgewickelt sind. Die Federung dient dazu, dass das Seil immer gespannt ist.

## Abschleppstange
Als Alternative zu Abschleppseilen existieren starre Abschleppstangen. Mit ihnen bleibt der Abstand zwischen ziehendem und gezogenem Fahrzeug konstant, und es können auch Bremskräfte vom ziehenden Fahrzeug übertragen werden. 
Bei einem Reißen des Abschleppseils besteht die Gefahr, dass Personen durch das zurückschnellende Seil verletzt oder sogar getötet werden. Dies kann bei einer Abschleppstange nicht passieren.

## Normung
- Österreich: Ö-Norm V5115
- Deutschland: TÜV-geprüftes Seil nach DIN 76033